# Oost-Aziatisch kampioenschap voetbal 2013
Het Oost-Aziatisch voetbalkampioenschap 2013 (ook als Oost-Azië Cup bekend) was een voetbaltoernooi voor nationale landenteams annex territoriumteams in de regio Oost-Azië en werd georganiseerd door de Oost-Aziatische voetbalbond (EAFF, East Asian Football Federation). Australië nam op uitnodiging deel.

## Deelnemende teams
De volgende tabel laat zien wanneer welke landen aan welke rondes meededen. 
| Eerste kwalificatieronde              | Tweede kwalificatieronde                                     | Eindronde |
| ------------------------------------- | ------------------------------------------------------------ | --- |
| - Guam - Noordelijke Marianen - Macau | - Australië - Chinees Taipei - Guam - Hongkong - Noord-Korea | - China (Winnaar 2010) - Zuid-Korea (Nummer 2 2010) - Japan (Nummer 3 2010) - Australië (Winnaar tweede kwalificatieronde) |

## Eerste kwalificatieronde
De eerste ronde in het kwalificatietoernooi werd van 18 juli tot 22 juli 2012 in Yona in Guam gespeeld. De winnaar plaatste zich voor de tweede kwalificatieronde.
| Team                 | Pld | G | G | V | DV | DT | DS | Pnt |
| -------------------- | --- | - | - | - | -- | -- | -- | --- |
| Guam                 | 2   | 2 | 0 | 0 | 6  | 1  | +5 | 6   |
| Macau                | 2   | 1 | 0 | 1 | 5  | 4  | +1 | 3   |
| Noordelijke Marianen | 2   | 0 | 0 | 2 | 2  | 8  | –6 | 0   |

|                                 |                      |         |                               |                                                                                     |
| 18 juli 2012 16.00 uur (UTC+10) | Noordelijke Marianen | 1 – 3   | Guam                          | Leo Palace Resort Soccer Field, Yona Toeschouwers: 450 Scheidsrechter: Kim Dae-Yong |
| 18 juli 2012 16.00 uur (UTC+10) | Miller 18'           | Verslag | 44', 68', 90' (pen.) Cunliffe | Leo Palace Resort Soccer Field, Yona Toeschouwers: 450 Scheidsrechter: Kim Dae-Yong |

|                                 |                      |         |                                                       |                                                                                    |
| 20 juli 2012 16.00 uur (UTC+10) | Noordelijke Marianen | 1 – 5   | Macau                                                 | Leo Palace Resort Soccer Field, Yona Toeschouwers: 150 Scheidsrechter: Jumpei Iida |
| 20 juli 2012 16.00 uur (UTC+10) | Schuler 51'          | Verslag | 27', 55', 59' Chan Kin Seng 40' Ho Man Hou 62' Vernon | Leo Palace Resort Soccer Field, Yona Toeschouwers: 150 Scheidsrechter: Jumpei Iida |

|                                                    |                                      |         |       |                                                                                      |
| 22 juli 2012 «onderlinge duels» 16.00 uur (UTC+10) | Guam                                 | 3 – 0   | Macau | Leo Palace Resort Soccer Field, Yona Toeschouwers: 1.000 Scheidsrechter: Jumpei Iida |
| 22 juli 2012 «onderlinge duels» 16.00 uur (UTC+10) | Cunliffe 15' Lopez 22' DeVille 90+3' | Verslag |       | Leo Palace Resort Soccer Field, Yona Toeschouwers: 1.000 Scheidsrechter: Jumpei Iida |

## Tweede kwalificatieronde
De tweede kwalificatieronde werd van  5 december tot en met 9 december 2012 in Hongkong gespeeld. De winnaar plaatste zich voor de eindronde.
| Team           | Pld | G | G | V | DV | DT | DS  | Pnt |
| -------------- | --- | - | - | - | -- | -- | --- | --- |
| Australië      | 4   | 3 | 1 | 0 | 19 | 1  | +18 | 10  |
| Noord-Korea    | 4   | 3 | 1 | 0 | 16 | 2  | +14 | 10  |
| Hongkong       | 4   | 2 | 0 | 2 | 4  | 6  | −2  | 6   |
| Chinees Taipei | 4   | 0 | 1 | 3 | 2  | 17 | −15 | 1   |
| Guam           | 4   | 0 | 1 | 3 | 2  | 17 | −15 | 1   |

|                                                      |              |         |                     |                                                                            |
| 1 december 2012 «onderlinge duels» 14.30 uur (UTC+8) | Guam         | 1 – 2   | Hongkong            | Mongkok Stadion, Hongkong Toeschouwers: 3.040 Scheidsrechter: Kim Dae-Yong |
| 1 december 2012 «onderlinge duels» 14.30 uur (UTC+8) | Merfalen 56' | Verslag | 2', 17' Chan Siu Ki | Mongkok Stadion, Hongkong Toeschouwers: 3.040 Scheidsrechter: Kim Dae-Yong |

|                                          |                  |         |                                                                                            |                                                                        |
| 1 december 2012 «onderlinge duels» 17:10 | Chinees Taipei   | 1 – 6   | Noord-Korea                                                                                | Mongkok Stadion, Hongkong Toeschouwers: 3.040 Scheidsrechter: Wang Zhe |
| 1 december 2012 «onderlinge duels» 17:10 | Chen Hao-Wei 79' | Verslag | 28' An Il-Bom 34' Pak Song-Chol 42' Ri Kwang-Hyok 65' Pak Nam-Chol I 67', 89' Ri Myong-Jun | Mongkok Stadion, Hongkong Toeschouwers: 3.040 Scheidsrechter: Wang Zhe |

|                                                      |                                                                         |         |      |                                                                                   |
| 3 december 2012 «onderlinge duels» 17.50 uur (UTC+8) | Noord-Korea                                                             | 5 – 0   | Guam | Mongkok Stadion, Hongkong Toeschouwers: 4.160 Scheidsrechter: Mongkolchai Pechsri |
| 3 december 2012 «onderlinge duels» 17.50 uur (UTC+8) | An Il-Bom 25' Ri Myong-Jun 34', 59' Pak Nam-Chol I 82' Jong Il-Gwan 87' | Verslag |      | Mongkok Stadion, Hongkong Toeschouwers: 4.160 Scheidsrechter: Mongkolchai Pechsri |

|                                                      |          |         |             |                                                                           |
| 3 december 2012 «onderlinge duels» 20.30 uur (UTC+8) | Hongkong | 0 – 1   | Australië   | Mongkok Stadion, Hongkong Toeschouwers: 4.160 Scheidsrechter: Jumpei Iida |
| 3 december 2012 «onderlinge duels» 20.30 uur (UTC+8) |          | Verslag | 85' Emerton | Mongkok Stadion, Hongkong Toeschouwers: 4.160 Scheidsrechter: Jumpei Iida |

|                                                      |                  |         |            |                                                                           |
| 5 december 2012 «onderlinge duels» 17.50 uur (UTC+8) | Chinees Taipei   | 1 – 1   | Guam       | Hongkong Stadion, Hongkong Toeschouwers: 989 Scheidsrechter: Kim Dae-Yong |
| 5 december 2012 «onderlinge duels» 17.50 uur (UTC+8) | Lo Chih-An 90+2' | Verslag | 67' Naputi | Hongkong Stadion, Hongkong Toeschouwers: 989 Scheidsrechter: Kim Dae-Yong |

|                                                      |                 |         |             |                                                                                  |
| 5 december 2012 «onderlinge duels» 20.30 uur (UTC+8) | Noord-Korea     | 1 – 1   | Australië   | Hongkong Stadion, Hongkong Toeschouwers: 989 Scheidsrechter: Mongkolchai Pechsri |
| 5 december 2012 «onderlinge duels» 20.30 uur (UTC+8) | An Yong-Hak 64' | Verslag | 4' Thompson | Hongkong Stadion, Hongkong Toeschouwers: 989 Scheidsrechter: Mongkolchai Pechsri |

|                                                      |      |         |                                                                                            |                                                                         |
| 7 december 2012 «onderlinge duels» 17.50 uur (UTC+8) | Guam | 0 – 9   | Australië                                                                                  | Hongkong Stadion, Hongkong Toeschouwers: 2.315 Scheidsrechter: Wang Zhe |
| 7 december 2012 «onderlinge duels» 17.50 uur (UTC+8) |      | Verslag | 12' Mooy 20', 56' Babalj 43' Marrone 59', 62', 65' (pen.) Thompson 71' Milligan 83' Garcia | Hongkong Stadion, Hongkong Toeschouwers: 2.315 Scheidsrechter: Wang Zhe |

|                                                      |                                  |         |                |                                                                            |
| 7 december 2012 «onderlinge duels» 20.30 uur (UTC+8) | Hongkong                         | 2 – 0   | Chinees Taipei | Hongkong Stadion, Hongkong Toeschouwers: 2.315 Scheidsrechter: Jumpei Iida |
| 7 december 2012 «onderlinge duels» 20.30 uur (UTC+8) | Chan Wai Ho 24' Lee Hong Lim 25' | Verslag |                | Hongkong Stadion, Hongkong Toeschouwers: 2.315 Scheidsrechter: Jumpei Iida |

|                                                      |          |         |                                                                              |                                                                                    |
| 9 december 2012 «onderlinge duels» 14.20 uur (UTC+8) | Hongkong | 0 – 4   | Noord-Korea                                                                  | Hongkong Stadion, Hongkong Toeschouwers: 3.345 Scheidsrechter: Mongkolchai Pechsri |
| 9 december 2012 «onderlinge duels» 14.20 uur (UTC+8) |          | Verslag | 27' Pak Nam-Chol II 33' Ryang Yong-Gi 36' Pak Nam-Chol I 85' Pak Song-Chol I | Hongkong Stadion, Hongkong Toeschouwers: 3.345 Scheidsrechter: Mongkolchai Pechsri |

|                                                      |                                                                                                |         |                |                                                                             |
| 9 december 2012 «onderlinge duels» 17.00 uur (UTC+8) | Australië                                                                                      | 8 – 0   | Chinees Taipei | Hongkong Stadion, Hongkong Toeschouwers: 3.345 Scheidsrechter: Kim Dae-Yong |
| 9 december 2012 «onderlinge duels» 17.00 uur (UTC+8) | Garcia 11' Cornthwaite 17' Taggart 19', 29' Behich 34', 57' Mooy 47' Yang Chao-hsun 82' (e.d.) | Verslag |                | Hongkong Stadion, Hongkong Toeschouwers: 3.345 Scheidsrechter: Kim Dae-Yong |

## Eindronde
Het eindtoernooi werd van 20 juli tot 28 juli 2013 in Zuid-Korea gespeeld.
| Team       | Pld | G | G | V | DV | DT | DS | Pnt |
| ---------- | --- | - | - | - | -- | -- | -- | --- |
| Japan      | 3   | 2 | 1 | 0 | 8  | 6  | +2 | 7   |
| China      | 3   | 1 | 2 | 0 | 7  | 6  | +1 | 5   |
| Zuid-Korea | 3   | 0 | 2 | 1 | 1  | 2  | −1 | 2   |
| Australië  | 3   | 0 | 1 | 2 | 5  | 7  | −2 | 1   |

|                                                   |            |       |           |                                                                                     |
| 20 juli 2013 «onderlinge duels» 19.00 uur (UTC+9) | Zuid-Korea | 0 – 0 | Australië | Seoul World Cupstadion, Seoel Toeschouwers: 31.571 Scheidsrechter: Yuichi Nishimura |
| 20 juli 2013 «onderlinge duels» 19.00 uur (UTC+9) | Verslag    |       |           | Seoul World Cupstadion, Seoel Toeschouwers: 31.571 Scheidsrechter: Yuichi Nishimura |

|                                                   |                                |         |                                              |                                                                                |
| 21 juli 2013 «onderlinge duels» 21.00 uur (UTC+9) | Japan                          | 3 – 3   | China                                        | Seoul World Cupstadion, Seoel Toeschouwers: 3.500 Scheidsrechter: Ben Williams |
| 21 juli 2013 «onderlinge duels» 21.00 uur (UTC+9) | Kurihara 32' Kakitani 59' Kudo | Verslag | 4' (pen.), 81' (pen.) Wang Yongpo 87' Sun Ke | Seoul World Cupstadion, Seoel Toeschouwers: 3.500 Scheidsrechter: Ben Williams |

|                                                   |            |       |       |                                                                                    |
| 24 juli 2013 «onderlinge duels» 20.00 uur (UTC+9) | Zuid-Korea | 0 – 0 | China | Hwaseong Stadium, Hwaseong Toeschouwers: 23.675 Scheidsrechter: Valentin Kovalenko |
| 24 juli 2013 «onderlinge duels» 20.00 uur (UTC+9) | Verslag    |       |       | Hwaseong Stadium, Hwaseong Toeschouwers: 23.675 Scheidsrechter: Valentin Kovalenko |

|                                                   |                          |         |                    |                                                                        |
| 25 juli 2013 «onderlinge duels» 20.00 uur (UTC+9) | Japan                    | 3 – 2   | Australië          | Hwaseong Stadium, Hwaseong Toeschouwers: 1.458 Scheidsrechter: Tan Hai |
| 25 juli 2013 «onderlinge duels» 20.00 uur (UTC+9) | Saito 26' Osako 56', 79' | Verslag | 76' Duke 78' Jurić | Hwaseong Stadium, Hwaseong Toeschouwers: 1.458 Scheidsrechter: Tan Hai |

|                                                   |                                 |         |                                               |                                                                            |
| 28 juli 2013 «onderlinge duels» 17.15 uur (UTC+9) | Australië                       | 3 – 4   | China                                         | Olympisch Stadion, Seoel Toeschouwers: 10.526 Scheidsrechter: Kim Dong-Jin |
| 28 juli 2013 «onderlinge duels» 17.15 uur (UTC+9) | Mooy 30' Taggart 89' Duke 90+3' | Verslag | 5' Yu Dabao 56' Sun Ke 87' Yang Xu 88' Wu Lei | Olympisch Stadion, Seoel Toeschouwers: 10.526 Scheidsrechter: Kim Dong-Jin |

|                                                   |                |         |                     |                                                                            |
| 28 juli 2013 «onderlinge duels» 20.00 uur (UTC+9) | Zuid-Korea     | 1 – 2   | Japan               | Olympisch Stadion, Seoel Toeschouwers: 47.258 Scheidsrechter: Ben Williams |
| 28 juli 2013 «onderlinge duels» 20.00 uur (UTC+9) | Yun Il-Lok 33' | Verslag | 24', 90+1' Kakitani | Olympisch Stadion, Seoel Toeschouwers: 47.258 Scheidsrechter: Ben Williams |

| Oost-Aziatisch kampioenschap voetbal Winnaar 2013 |
| ------------------------------------------------- |
|                                                   |
| Japan Vierde titel                                |

## Doelpuntenmakers
3  doelpunten
- Yoichiro Kakitani

2 doelpunten
- Mitchell Duke
- Sun Ke

- Wang Yongpo

- Yuya Osako

1 doelpunt
- Adam Taggart
- Tomi Jurić
- Aaron Mooy
- Wu Lei

- Yang Xu
- Yu Dabao
- Manabu Saito

- Masato Kudo
- Yuzo Kurihara
- Yun Il-Lok